# Folk and roll
El folk and roll (o folk & roll) es un género musical creado en la provincia de Formosa (en Argentina) a fines de los años noventa. Mezcla el rock alternativo argentino con la música folclórica formoseña; a saber: chamamé, trova, polka paraguaya. En los Estados Unidos y Reino Unido, el folk and rock se solapa con otras denominaciones aplicadas a las fusiones de música tradicional americana y el rock, como el country rock o lo que se conoce como rock sureño.

## Inicio y auge
El movimiento folk and roll (folk artistas conocidos por el nombre "folksinger") empezó con el músico Federico Baldús (nacido en la ciudad de Formosa), que a fines de los noventa, influenciado por León Gieco (otro músico que experimenta con sonidos autóctonos), empezó a probar la mezcla de la música regional con el rock de Buenos Aires. Así sacó sencillos en que se demuestra esta influencia, como Alucinante y Vuelvo.
Posteriormente en la ciudad de Clorinda empezaría un grupo de esta índole, conducidos por Fredy Olmedo, que estuvo en las bandas Diciembre con (Gustavo Denis) y Dynamo. Famosos sus álbumes con el primer grupo, como Diciembre y Liniers; y con el segundo es popular Mitos.
En la ciudad de Laguna Blanca este género fue cultivado por Peteco Benítez, haciendo varios demos y por ahora único abanderado del movimiento en la ciudad de Buenos Aires. También cabe destacar a los diferentes trabajos de Joaquín Sucunza Pietkewicz y su hermano Inti Sucunza Pietkewicz con su banda actual Los Estereotipos, como en el tema Historias de nadie.
Gustavo Santaolalla formando Arco Iris, el híbrido rock-folk de León Gieco, Sui Generis y el inicio de la carrera musical de Charly García, Raúl Porchetto y Pedro y Pablo, entre otras bandas. Estos grupos no solo recurrieron al folclore argentino en busca de inspiración, sino que también comenzaron a experimentar con estilos musicales sudamericanos; sus letras se vuelven cada vez más poéticas con preocupaciones sobre la naturaleza y la condición humana.
Hoy en día han muchos artistas de folk and roll que interpretan la música folclórica argentina como el artista Raly Barrionuevo. "Este cantante mezcla la música popular de su tierra con sonidos rock, folk, tango o trova cubana. ". Raly Barrionuevo ha obtenido varios premios, por ejemplo un premio que le otorgó el puesto de uno de los cinco mejores folclóricos masculinos de la última década en Argentina.